# Virgen de los Dolores (Congregación del Santo Sepulcro)
La Virgen de los Dolores o Nuestra Señora de los Dolores, también conocida como «la Dolorosa de Jaén», es una talla de 1580 atribuida a Sebastián de Solís. Pertenece a la Antigua, Insigne, Venerable y Real Congregación del Santo Sepulcro de Cristo y de Siervos de la Orden Tercera de Nuestra Señora de los Dolores, cofradía de pasión de la ciudad de Jaén que procesiona en la tarde del Viernes Santo.

## Historia

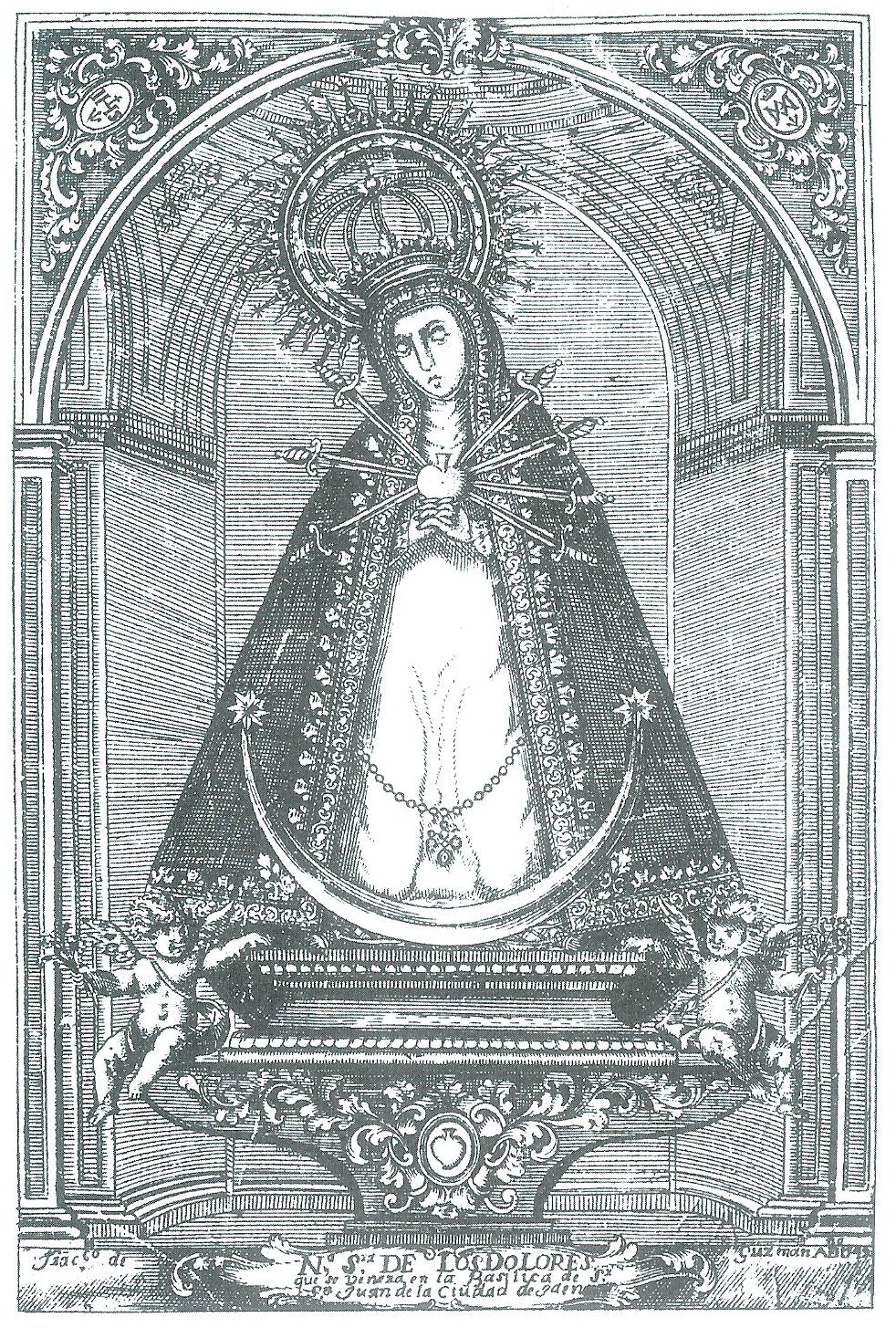
Grabado de la Virgen de los Dolores, por Francisco de Guzmán (1741).

Originalmente la imagen se hallaba con las manos cruzadas y arrodillada sobre un almohadón, tal y como consta en un grabado de 1741 obra de Francisco de Guzmán. Gracias a una donación de Cándido Medina Armenteros, esta Dolorosa se convirtió en la primera de Jaén en realizar una procesión bajo palio en 1928. Tras el estallido de la Guerra Civil, caracterizada entre otros aspectos por la persecución religiosa, la talla se salvó de ser destruida por intervención de Juan Torres, conocido como «Juanito el practicante»; Torres guardó el busto, el cual entregó a Antonio Delgado, encargándose posteriormente Amparo Berro de mantenerlo oculto en el n.º 30 de la calle Martínez Molina, entre el barrio de La Merced y San Juan.

## Atribución
Se conoce que tanto la Virgen como el resto de imágenes de la cofradía se hallaban terminadas para el 30 de marzo de 1580, con algunas fuentes fechando la Dolorosa en 1579. Esta datación permire atribuir la talla al escultor Sebastián de Solís, cuya actividad en Jaén se extiende desde 1579 hasta 1626, aunque dicha atribución no está confirmada e incluso llegó a ser puesta en tela de juicio en 2006 por el historiador Manuel López Pérez.: p. 285  La Virgen fue asignada a Solís en 1978 por José Montané,: pp. 35-39  quien en 1980 nombraría como autores tanto a Sebastián como a su hermano Francisco de Solís, atribución reseñada en 2004 por Rafael Galiano Puy,: p. 312  si bien José Domínguez Cubero ya la situaba en 1995 en el seno de un determinado grupo de escultores manieristas.: p. 229-243 

## Descripción
La talla es de candelero para vestir (la única de este tipo de la cofradía) y posee una altura de 1,60 metros. El candelero se halla compuesto de seis listones de madera cubiertos con un armazón de tela metálica sobre una base ovalada. La mascarilla luce rasgos delicados con escasez de matices, teniendo el rostro una leve inclinación a la derecha. Los ojos, tallados y policromados, cuentan con pestañas postizas y dos lágrimas cada uno, mientras que la boca, profundamente abierta, muestra unos dientes también tallados. Las manos que porta no son las originales; estas proceden de una imagen de María Magdalena perteneciente a la congregación, las cuales fueron colocadas en 1974 dada la tosquedad de las anteriores además de la falta de armonía con el rostro de la Virgen. La talla fue objeto de múltiples restauraciones, la última de ellas efectuada por María José López de la Casa en 2015.
La Virgen se encuadra en un periodo de nacimiento de las Dolorosas, adelantándose al barroco y mostrando un semblante de intranquilidad, reflejo del dolor de numerosas madres que perdieron a sus hijos durante la peste (en Jaén hubo epidemias de peste bubónica en 1523, 1559, 1564, 1581, 1582 y 1583). De carnaciones blanquecinas como si hubiese falta de riego sanguíneo, la imagen muestra un hondo suspiro que podría ser interpretado como una hiperventilación, representando a su vez un dolor físico en un intento por materializar la profecía de Simeón. Viste de luto a imagen y semejanza de la aparición experimentada por San Alejo y sus acompañantes el 15 de agosto de 1233, festividad de la Asunción de María, siendo el manto, de 1918 y confeccionado en terciopelo negro bordado en oro, donado por Antonio Aponte y Toral, en su momento gobernador de la cofradía.: p. 97  Por su parte, hasta 1928, año en que Cándido Medina donó la actual corona, la imagen lució otra que a día de hoy porta la talla de Santa María del Silencio.

## Legado
La Virgen de los Dolores ostenta el honor de ser la imagen mariana más antigua en procesionar en la Semana Santa de Jaén además de ser la que más fervor ha despertado tradicionalmente en toda la congregación. Se considera a su vez que su fama evitó el cierre definitivo de la Parroquia de San Juan, donde recibe culto, tras la supresión de esta en 1843.
La Congregación del Santo Sepulcro solicitó a la diócesis de Jaén en 1991 la coronación canónica de la imagen, solicitud rechazada por distintas vicisitudes pastorales, siendo la petición retomada en 2010.